# 铁道游击队旧址
铁道游击队旧址，位于山东省枣庄市市中区龙山街道办事处，是中华人民共和国山东省文物保护单位之一。
2006年12月7日，授予山东省文物保护单位，是一座近现代重要史迹及代表性建筑。